# Hasseröder Brauerei

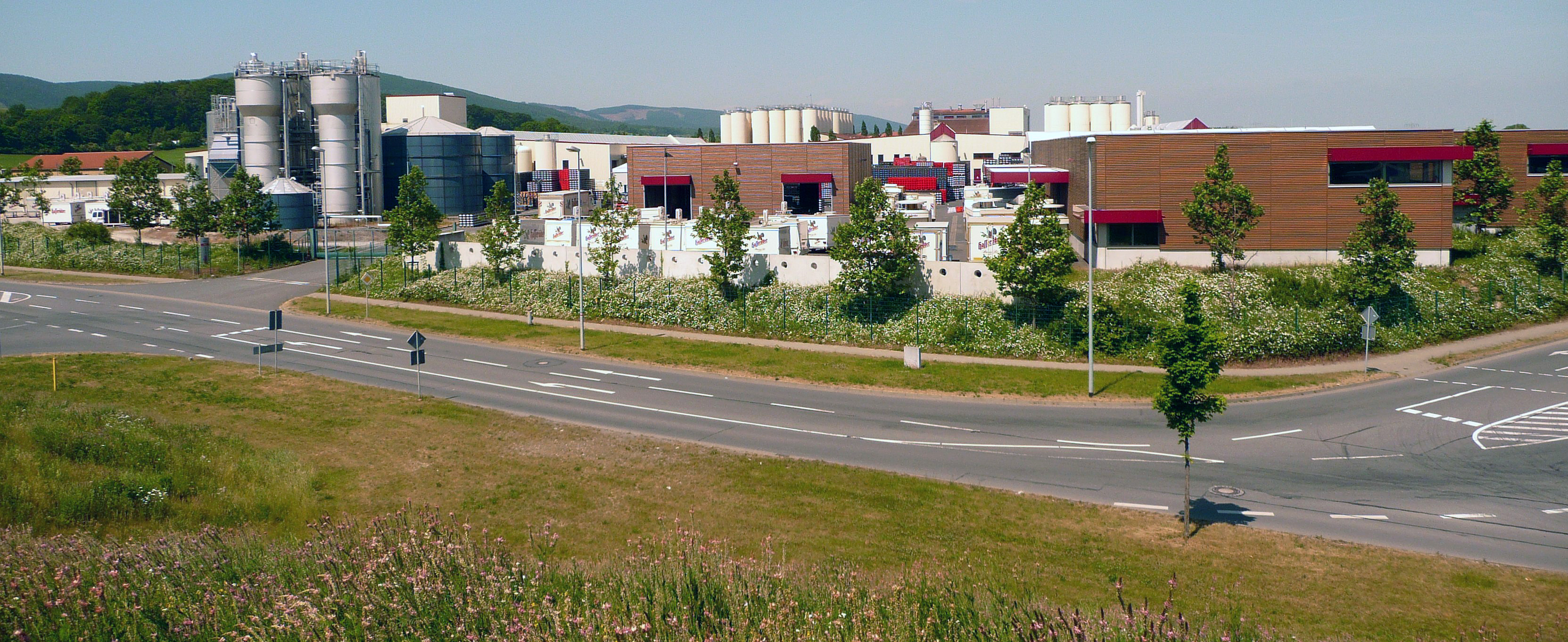
Brauerei-Gebäude am westlichen Ortseingang von Wernigerode

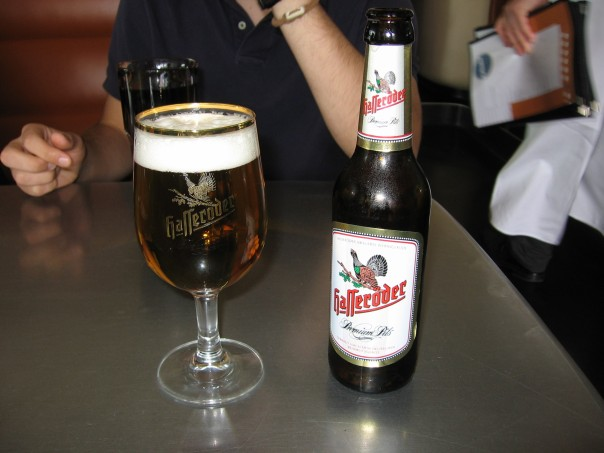
Hasseröder Pils

Die Hasseröder Brauerei GmbH ist die größte Brauerei in Sachsen-Anhalt mit Sitz in Wernigerode am Harz. Eigentümer ist die belgische AB-InBev mit Sitz in Brüssel.

## Geschichte
1872 gründete Robert Hoppe die Brauerei unter dem Namen „Zum Auerhahn“ im heutigen Wernigeröder Stadtteil Hasserode. Am 1. Oktober 1882 übernahm Ernst Schreyer die Brauerei. 1896 wurde sie in eine Aktiengesellschaft umgewandelt, in diesem Jahr verließen 25.000 Hektoliter Bier die Brauerei. Ab 1920 hieß sie "Hasseröder Brauerei AG".
1949 produzierte die Brauerei 22500 Hektoliter. Ab 1964 beheizte sie mit ihrer Produktionsabwärme ein Freibad, 1967 nahm sie ihre letzten zwei Brauereipferde aus dem Dienst. 1972 wurde sie zum VEB umstrukturiert und in den VEB Getränkekombinat Magdeburg, wo sie bis 1990 blieb, eingegliedert. Die Brauerei hatte bis dahin einen Ausstoß von ca. 250.000 Hektolitern jährlich. Zu DDR-Zeiten war das Bier regional eine beliebte Biermarke und meist nur im Bezirk Magdeburg zu bekommen. Mit der deutschen Wiedervereinigung im Jahr 1990 begann für die Brauerei der Aufstieg zur meistkonsumierten Biermarke in Ostdeutschland.
Im Jahr 1995 begannen die Bauarbeiten für die neue, nun nicht mehr im Ortsteil Hasserode befindliche Hasseröder Brauerei. Die alte Brauerei, die sich in unmittelbarer Nähe des Harzklinikums und des Bahnhofes Wernigerode-Westerntor befand, wurde abgerissen, obwohl sie unter Denkmalschutz gestanden haben soll. An derselben Stelle befinden sich heute eine Straße, die den Namen „Alte Brauerei“ trägt, und mehrere Ein- und Mehrfamilienhäuser. Weiterhin wurde dort ein Gedenkstein aufgestellt. 1996/97 erfolgte dann der Umzug in die neu errichtete Brauerei am Nord-West-Eingang Wernigerodes.
Nach der Wende wurde die Hasseröder Brauerei GmbH von der Hannoverschen Gilde Brauerei erworben und zu einer der modernsten Brauereien Europas ausgebaut. 2002 wurde die Brauerei von der belgischen Interbrew-Gruppe übernommen, die nach dem Zusammenschluss mit der brasilianischen AmBev zur InBev der weltweit größte Brauereikonzern ist. Nach weiteren Umfirmierungen im Jahr 2008 gehörte Hasseröder nun zur Anheuser-Busch InBev.
Bis zum Jahr 2012 war Hasseröder ein deutschlandweit beworbenes Bier und Marktführer in Ostdeutschland mit etwa 15 % Marktanteil, während im Westen der Marktanteil bei 3,6 % lag.
Im Januar 2018 wurde der Verkauf der Brauereien Hasseröder und Diebels an den Finanzinvestor CK Corporate Finance mit Sitz in Kronberg im Taunus (Hessen) bekanntgegeben. Am 2. Juli 2018 wurde mitgeteilt, dass der Verkauf am 30. Juni gestoppt wurde, da der Investor „nicht allen Vertragsanforderungen für den Abschluss der Transaktion Mitte 2018“ nachgekommen sei. Im März 2019 wurden alle weiteren Verkaufsgespräche abgebrochen, da die Marken Hasseröder und Diebels nun weiterhin im Portfolio der Anheuser-Busch InBev bleiben sollen.
Seit Mai 2024 wird in der Hasseröder Brauerei auch Bier der Marke Corona Extra für den deutschen Markt und angrenzende Exportmärkte gebraut. Im Jahr 2020 wurde das Bier erstmals außerhalb Mexikos in Belgien gebraut.

## Produkte
Die Produktpalette der Brauerei setzt sich aus folgenden Produkten zusammen:
- Premium Pils: Bier nach Pilsner Brauart mit einem Alkoholgehalt von 4,9 Prozent
- Premium Export: kräftiges Exportbier mit einem Alkoholgehalt von 5,5 Prozent
- Naturradler: Mischgetränk aus Exportbier und Zitronenlimonade mit einem Alkoholgehalt von 2,7 Prozent
- Premium Diesel: Mischgetränk aus Exportbier und Cola mit einem Alkoholgehalt von 2,7 Prozent (wird nicht mehr produziert)
- Hasseröder Vier: Es wird bei unter null Grad Celsius gefiltert und hat einen Alkoholgehalt von 4 Prozent (wird nicht mehr produziert).
- Hasseröder Schwarz: Schwarzbier mit einem Alkoholgehalt von 5,0 Prozent (saisonal)
- Hasseröder Fürstenbräu Granat: Granatrot mit einem Alkoholgehalt von 5,8 Prozent

## Werbung
Hasseröder wirbt vor allem im Zusammenhang mit Sport und schaltet zum Beispiel TV-Spots bei Übertragungen von Fußball, Handball und Eishockey. Beworben wurde die Marke in den 1990er Jahren meist mit dem Slogan Hasseröder – Harzhaft frischer Biergenuß, in heutigen Anzeigen und Spots hingegen Hasseröder Premium Pils – Erfrischend echt oder aber Männer sind so.
In den Saisons 2008/09 und 2009/10 war Hasseröder Trikotsponsor des damaligen Fußball-Drittligisten FC Erzgebirge Aue.
Bei der Fußball-Weltmeisterschaft 2010 in Südafrika war Hasseröder als Bandenwerbung bei den Spielen der deutschen Nationalmannschaft zu sehen. Die Anheuser-Busch InBev hat wie schon bei den vorangegangenen Fifa-Wettbewerben die Sponsoren- und Marketingrechte für Biere, welche sie normalerweise auf die Marke Budweiser überträgt. Aufgrund eines in Deutschland laufenden Streits um die Namensrechte mit Budweiser Budvar (Budweiser-Streit) wurde bei Spielen der deutschen Mannschaft daher Hasseröder statt Budweiser beworben.

## Kritik
Im Februar 2014 erschienen Medienberichte, in denen sich Arbeiter des externen Dienstleisters M&G Intercon über die Arbeitsbedingungen und Unregelmäßigkeiten bei der Bezahlung beschwerten. Die in Chemnitz ansässige M&G Intercon war laut Hasseröder wiederum von einem Subunternehmer beauftragt worden, Saisonkräfte für die Leergutsortierung der Brauerei zu beschaffen. Die meist aus Osteuropa stammenden Arbeiter seien mit deutlich höheren Gehältern gelockt worden, als sie tatsächlich während der unterdurchschnittlich bezahlten Tätigkeit erhalten hätten. Zudem seien in Arbeitsverträgen sittenwidrige Passagen enthalten gewesen, die beispielsweise eine höhere Miete für die durch den Dienstleister überlassenen Wohnungen bei Nichterreichen von Mindestquoten in der Leergutsortierung androhten. Aufgrund des Berichtes beendete Hasseröder die Zusammenarbeit mit M&G.